# Saint-Palais, Allier
Saint-Palais är en kommun i departementet Allier i regionen Auvergne-Rhône-Alpes i de centrala delarna av Frankrike. Kommunen ligger  i kantonen Huriel som ligger i arrondissementet Montluçon. År 2022 hade Saint-Palais 157 invånare.

## Befolkningsutveckling
Antalet invånare i kommunen Saint-Palais
Referens: INSEE